# جراچه
جراچه (به ایتالیایی: Gerace) یک کومونه در ایتالیا است که در استان رجو کالابریا واقع شده‌است. جراچه ۲۸ کیلومتر مربع مساحت و ۲٬۷۱۵ نفر جمعیت دارد و ۵۰۰ متر بالاتر از سطح دریا واقع شده‌است.